# Antonio Suárez
Antonio Suárez Vázquez (* 20. Mai 1932 in Madrid; † 6. Januar 1981 ebenda) war ein spanischer Radrennfahrer.

## Karriere
Sein bedeutendster Erfolg war der Gewinn des Gesamtklassementes der Vuelta a España 1959, bei der er ebenfalls die Bergwertung für sich entschied. 1961 konnte er bei dieser Rundfahrt auch noch das Punkteklassement gewinnen. Zwischen 1959 und 1961 wurde er drei Mal in Folge spanischer Straßenmeister. Beim Giro d’Italia 1961 gewann er nicht nur eine Etappe, sondern schaffte als erster Spanier den Sprung aufs Podest als Gesamtdritter.

## Wichtigste Erfolge
1957
- eine Etappe Vuelta a España

1959
- Gesamtwertung, zwei Etappen und Bergwertung Vuelta a España
- Spanischer Straßenmeister

1960
- eine Etappe Vuelta a España
- Spanischer Straßenmeister

1961
- eine Etappe und Punktewertung Vuelta a España
- eine Etappe Giro d’Italia
- Spanischer Straßenmeister